# Jakob Friedrich Kleinknecht

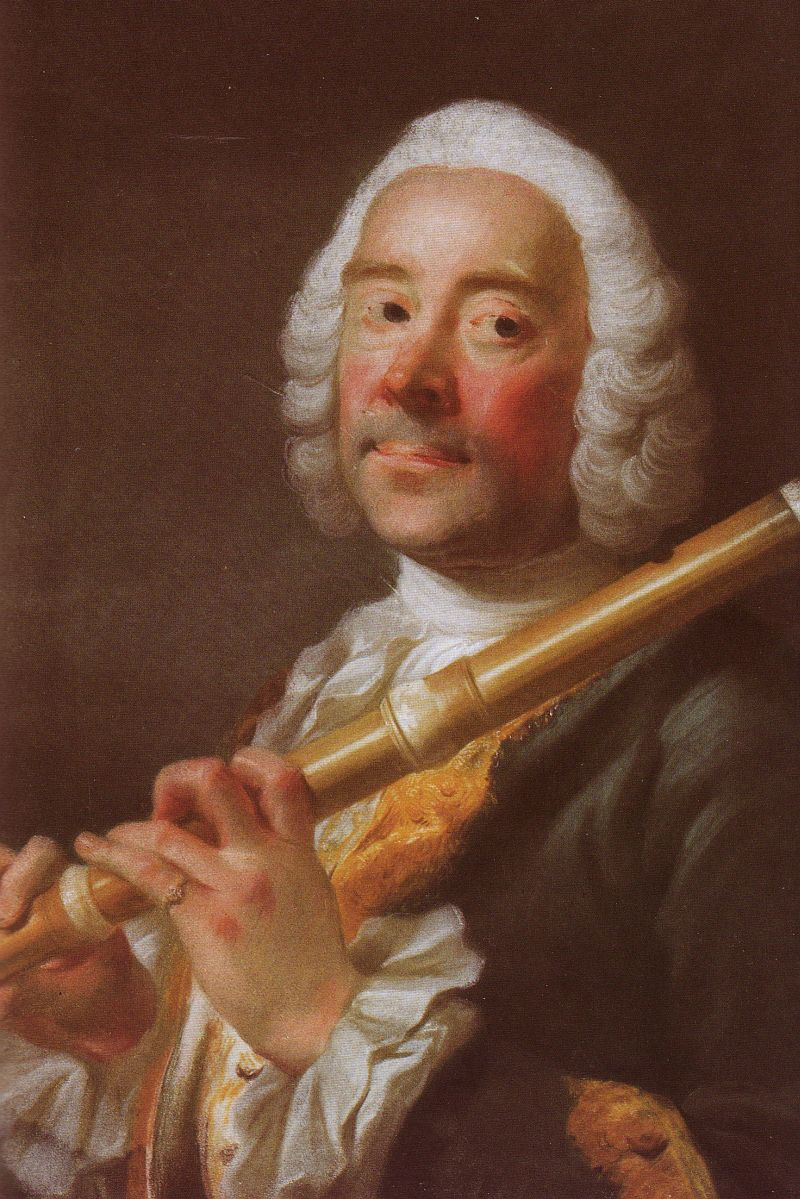
Jakob Friedrich Kleinknecht, Pastell von Alexander Roslin, ca. 1747

Jakob Friedrich Kleinknecht (getauft 8. April 1722 in Ulm; † 11. August 1794 in Ansbach) war ein deutscher Komponist, Flötist, Violinist und Kapellmeister.

## Leben
Jakob Friedrich Kleinknecht – nur sein Taufdatum ist bekannt – entstammte einer Familie, aus der in mehreren Generationen Musiker hervorgingen. Sein Vater Johann Kleinknecht (1676–1751) war seit 1712 Vize-Organist am Ulmer Münster und die Brüder Johann Wolfgang (1715–1786) und Johann Stephan (1731 bis 1815) wirkten, wie Jakob Friedrich selbst, als Musiker an den Höfen Bayreuth und Ansbach. Ein Sohn Jakob Friedrich Kleinknechts, Christian Ludwig Kleinknecht (1765–1794), setzte die Musikertradition fort.
1737 erhielt er eine Stelle als Hofmusiker der Kapelle des Fürstbischofs zu Eichstätt (wofür er zeitweilig zum Katholizismus konvertierte) und wurde 1743 (nunmehr wieder Protestant) Flötist der Bayreuther Hofkapelle, wo bereits sein Bruder Johann Wolfgang als Konzertmeister tätig war. 1747 wechselte er zur Violine. 1748 erschienen erste Kompositionen Jakob Friedrichs (6 Flötensonaten) im Druck, auch wenn er erst 1763 als „Hofcompositeur“ genannt wurde. 1764 stieg er zum Musikdirektor der Hofkapelle auf. 1769 übersiedelte er mit der Verlegung der Hofkapelle nach Ansbach, wo er 1794 als „Königlich-Preußischer Capellmeister“ zu Grabe getragen wurde.

## Werk
Kleinknecht schrieb überwiegend Kammermusik (Solosonaten und Triosonaten) sowie konzertante Werke und mehrere Sinfonien. Bekannt sind über 100 Kammermusikwerke. Stilistisch bewegt sich Kleinknechts Musik im Übergangsbereich zwischen Barock und Klassik.
Teile des musikalischen Nachlasses von Kleinknecht, von dem kein Autograph mehr erhalten ist, müssen als verloren gelten. Stimmenabschriften befinden sich u. a. in der Bayerischen Staatsbibliothek, dem Germanischen Nationalmuseum, der Badischen Landesbibliothek und dem Stadtarchiv Bayreuth. Ferner liegen Originaldrucke einiger Werke aus dem 18. und frühen 19. Jahrhundert vor. Ca. 60 Flötentrios und -sonaten fanden im 18. Jahrhundert über Drucke von Verlagen in Paris, London und Nürnberg weite Verbreitung. Sporadische Neuauflagen erschienen erst ab dem letzten Drittel des 20. Jahrhunderts, darunter in Florenz/Italien 1995 und 2003 durch Nikolaus Delius.

### Gedruckte Werke
- Op. 1: Sei Sonate da Camera a Flauto traversiere solo e Cembalo o Violoncello (Paris, Nürnberg, 1748)
- Op. 2: Trois Sonates pour la Flûte traversiere I et II, Violoncello avec la Basse chifrée (Nürnberg, 1748)
- Six Sonates a Violon seul et Basse (Paris)
- Flötensonaten op. I (Faksimile Nürnberg 1748) und 6 Sonaten aus Sammlung Giedde Kopenhagen, 1995 und 1998 (Giedde Nr. 6) (Florenz, Studio per edizioni scelte Bd. 16)
- Flötentrios op. 2 und op. 3, 2003 (Florenz, Studio per edizioni scelte Bd. 31)